# Котово (Каракулинський район)
Ко́тово (рос. Котово, удм. Котово) — присілок у складі Каракулинського району Удмуртії, Росія.
Населення — 212 осіб (2010; 257 у 2002).
Національний склад:
- росіяни — 77 %